# 香港精神號

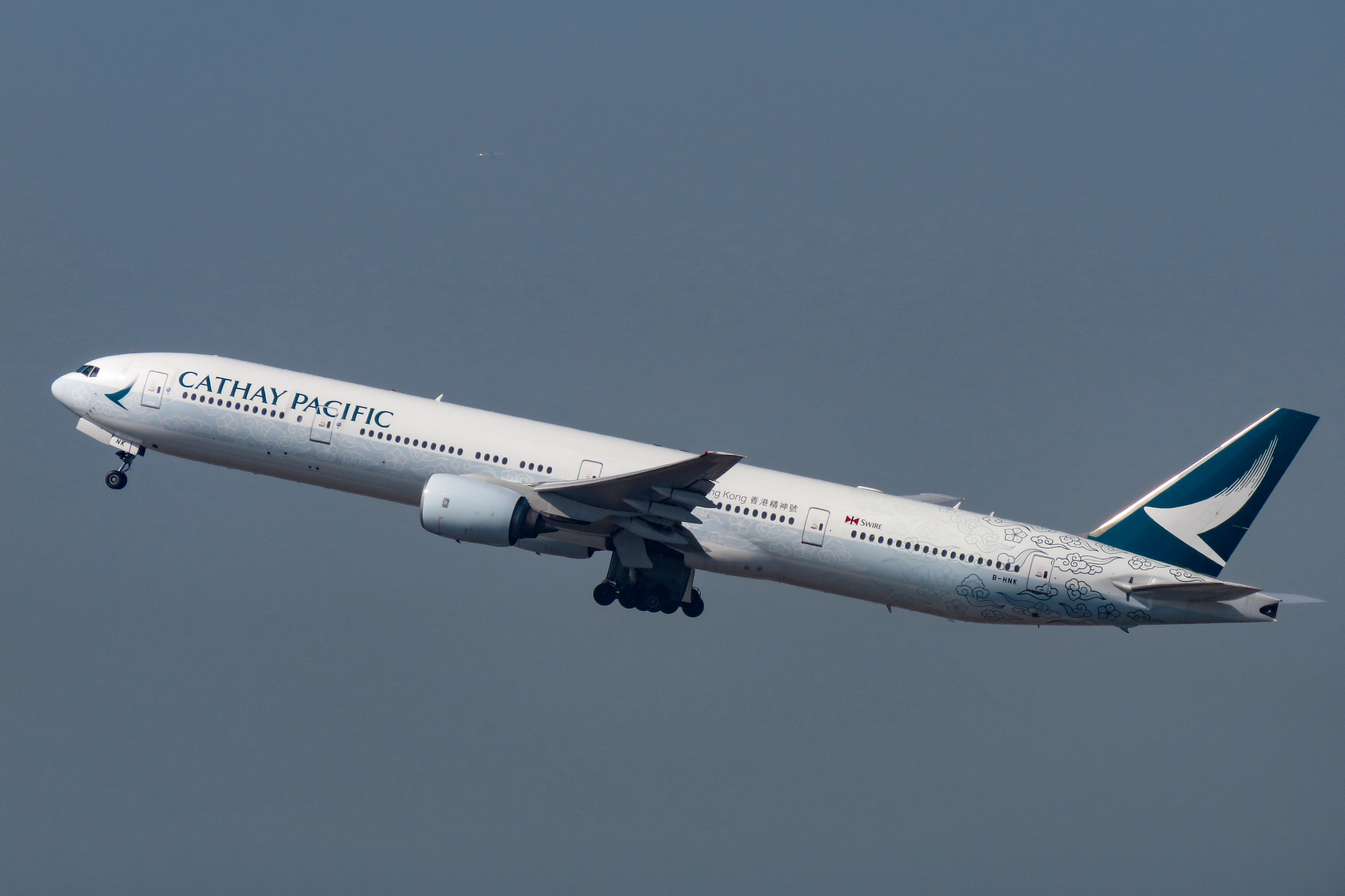
國泰航空的“香港精神號”B-HNK于香港國際機場

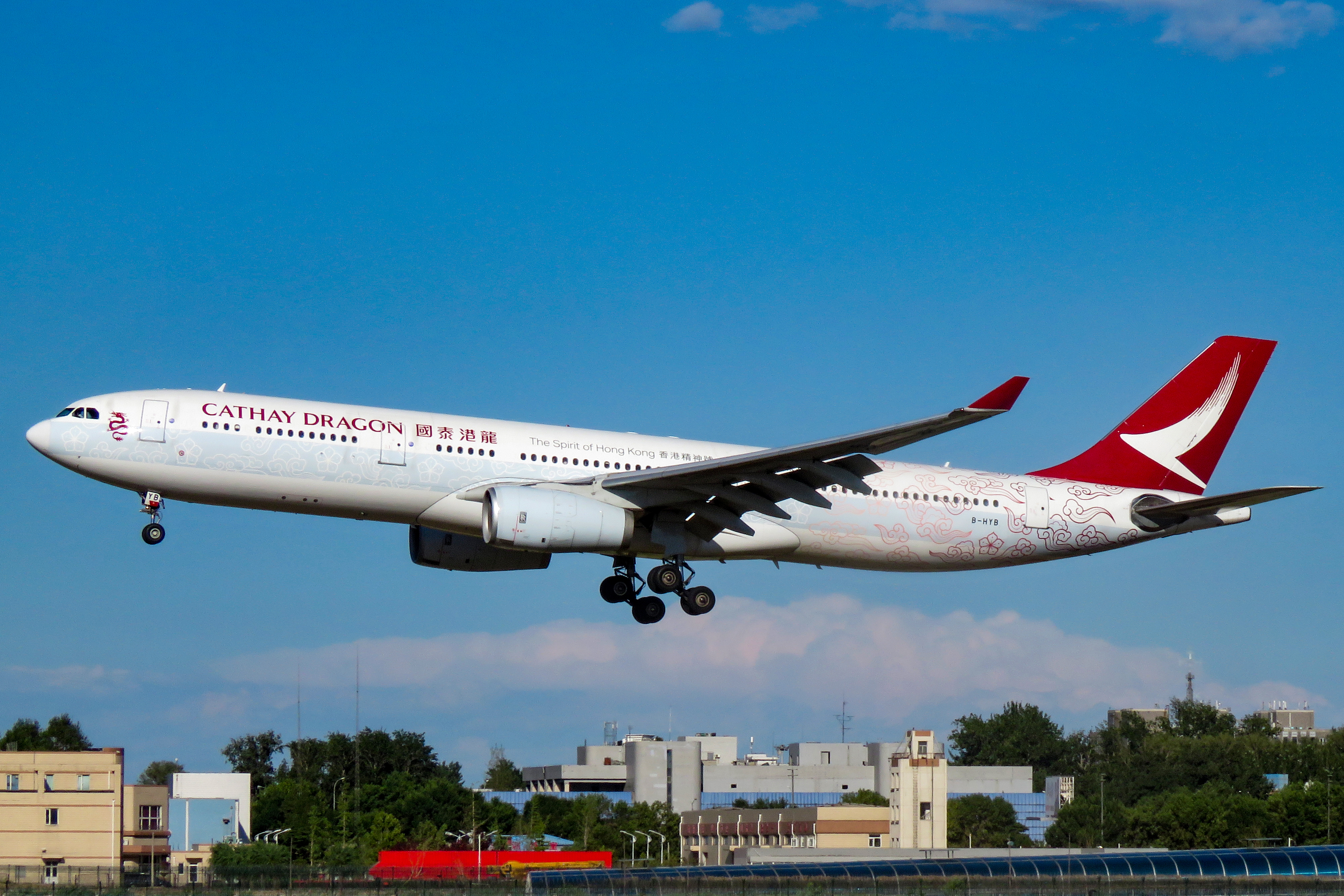
國泰港龍航空的“香港精神號”B-HYB於北京首都國際機場

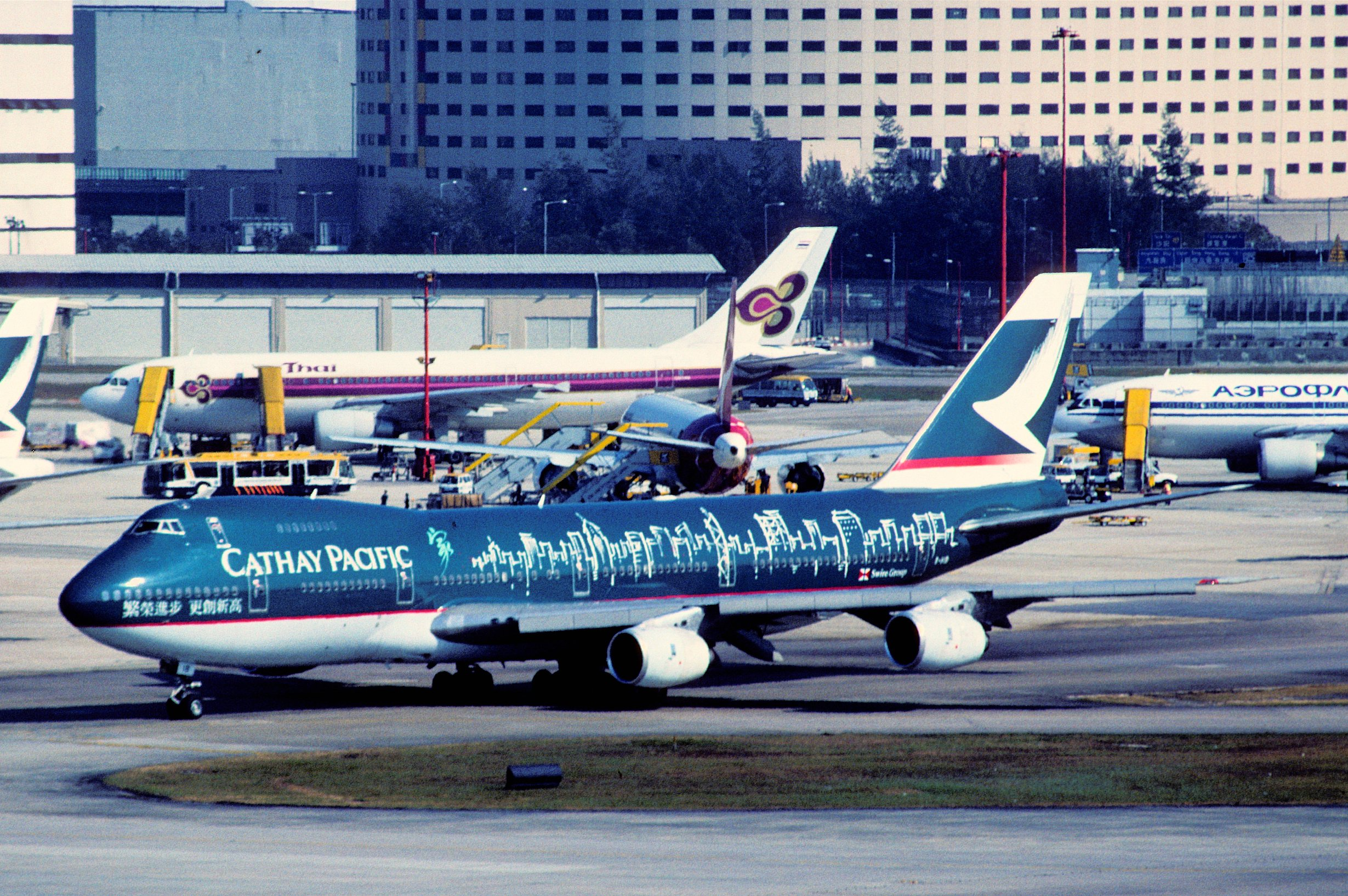
1998年「香港精神號97」塗裝的波音747客機在啟德機場

香港精神號（The Spirit of Hong Kong）是國泰航空特別塗裝的飛機，繼於1997年將一架波音747-200客機（航機編號B-HIB）髹上「香港精神號97」塗裝及於2000年將另一架波音747-400客機（航機編號B-HOX）髹上「香港精神跨千禧」塗裝（Spirit Of Hong Kong Into The New Millennium），2013年又將一架波音777-300ER客機（航機編號B-KPB）髹上香港精神號塗裝。於2017年，將一架波音777-300客機髹上新版本的香港精神號塗裝機（航機編號B-HNK)另外國泰航空曾於2006年將一架空中巴士A330-300客機（航機編號B-LAD）髹上進步精神號塗裝，但該機現已恢復國泰標準塗裝。

## 香港精神號97
為紀念香港回歸，國泰航空將旗下一架波音747客機（回歸前編號：VR-HIB、回歸後編號：B-HIB）髹上特別塗裝，是香港首架特殊塗裝的飛機。機肚以淺灰色為主、機身及機頂以國泰航空的企業綠色為底色，機身則以書法筆觸的手法，用白色油漆描繪出維多利亞港港島方向沿岸的高樓大廈景色、垂直尾翼則為一般國泰標誌。
「香港精神號97」於廈門太古飛機工程有限公司進行塗裝，歷時共27日，耗用620公升油漆，塗裝後於1997年6月19日首次飛抵香港，當時候任行政長官董建華先生主持歡迎儀式。
為慶祝香港精神號服役及香港回歸，國泰航空曾訂製其模型，除贈送給全球員工外，還贈送給於1997年6月30日及1997年7月1日搭乘國泰頭等艙及商務客艙的乘客，亦曾公開發售。
該架客機（序號: 22149/466）於1980年7月由波音飛機公司交付國泰航空，1999年12月國泰將該客機轉售亞特蘭大冰島航空（Air Atlanta Icelandic，編號：TF-ATC），退役後已於2004年7月被拆解。

## 香港精神號 2014
香港精神號 2014 為波音777-300 ER，跟1994 版本一樣以墨綠色為底色，不過上面塗上經過收集的香港人活動照片，再使用電腦軟件繪製成彩色人像圖案，象徵香港的活力。在記者會上，時任政務司司長林鄭月娥主持飛機開幕典禮，場面壯觀。
2020年3月5日，香港精神號被政府徵用作包機，以接載滯留於湖北省的香港居民回港，是首批COVID-19撤僑包機中的最後一班。